# بيتر زيمر
بيتر زيمر (بالألمانية: Peter Zimmer )‏ (و. 1868 – 1957 م) هو سياسي، من ألمانيا، كان عضوًا في الحزب الديمقراطي الاجتماعي الألماني، توفي في ميرس، عن عمر يناهز 89 عاماً.

## مناصب
تولى منصب عضو مجلس الشورى الموحد شمال الراين وستفاليا.